# Grotte de Hnanawae
Die Grotte de Hnanawae ist die größte Höhle im französischen Überseegebiet Neukaledonien. Sie befindet sich auf der Insel Lifou und weist eine Länge von 11.410 m auf. Der Eingang liegt 4,7 km südlich des Ortes Wedrumel.

## Entstehung
Die Höhle entstand vor rund 125.000 Jahren, als das Meer auf gleicher Höhe wie das zentrale Plateau der Insel stand. Der Kontakt des Salzwassers mit dem Süßwasser beschleunigte den Korrosionsprozess und die Aushöhlung der unterirdischen Kanäle, als sich die Lagune in den Ozean entleerte.

## Erforschung
Zahlreiche Spuren weisen darauf hin, dass ein Teil der Höhle schon seit langer Zeit den Melanesiern bekannt war. Der Innenbereich nahe dem Eingang wurde von ihnen bei Stammeskriegen oder zur Wasserversorgung aufgesucht. Es wurden Höhlenbilder, Feuerstellen und alte Skelette entdeckt. Die erste wissenschaftliche Erforschung fand 1995 durch französische Speläologen statt. Sie entdeckten ein verzweigtes, labyrinthartiges Höhlensystem, rund 20 m unter der Erdoberfläche, mit nur einem Eingang. Es besteht aus einem westlichen, einem zentralen und einem östlichen Netz. Sie erkundeten zunächst eine Länge von 8700 m, spätere Expeditionen ergaben eine Gesamtlänge von 11.410 m.

## Beschreibung
Der Eingang befindet sich an einer fünf Meter tiefen Doline. In Nähe des Eingangs stößt man auf den sogenannten „Kriegersaal“. Nach mehreren kleineren Sälen und einem Gang mit stalagmitischen Fließsteinen (flowstones) folgt der Grande Salle, ein geräumiger Hohlraum von 20 m Breite. Am Ende dieses Saals führt eine Gabelung zum zentralen und westlichen Höhlennetz. Das westliche Netz besteht aus einem komplexen Labyrinth großer Hohlräume mit zahlreichen Stalagmiten und Säulen. In einem weiteren Hohlraum befindet sich ein „Fledermausfriedhof“. Am Ende dieses Teils ist ein starker Luftstrom zu verspüren, der von der angrenzenden Grotte de Gojij kommt, die nur durch Geröll von der Grotte de Hnanawae getrennt ist. Das östliche Netz erweist sich als veritables geologisches Museum mit zahlreichen Stalaktiten, Stalagmiten, Sinterbecken, röhrenförmigen Stalaktiten (soda straws) und Säulen. Die Galerie du Cactus, nach der Form eines Stalagmiten benannt, ist etwa 100 m lang und 15–20 m breit. Mit Ausnahme des Eingangsbereichs erweist sich das Höhlensystem als biologische Wüste. Es wurden nur Fledermausskelette bis zu drei Kilometer vom Eingang gefunden.